# Клайдбанк
Кла́йдбанк (англ. Clydebank, шотл. гел. Bruach Chluaidh) — місто на заході Шотландії, в області Західний Данбартоншир.
Населення міста становить 29 200 осіб (2006).